# Арндт, Карл
Карл Арндт (нем. Karl Arndt; 10 марта 1892 — 30 декабря 1981) — немецкий военачальник, генерал-лейтенант вермахта, командующий несколькими пехотными дивизиями и 39-м танковым корпусом во время Второй мировой войны (с 21 апреля по 8 мая 1945 года). Кавалер Рыцарского креста Железного креста с Дубовыми Листьями, высшего ордена нацистской Германии. Пленён американскими войсками в мае 1945 года. Освобождён из плена в 1947 году.

## Награды
- Железный крест 2-го класса (3 октября 1914) (Королевство Пруссия)
- Железный крест 1-го класса (26 января 1918)
- Нагрудный знак «За ранение» (1918) в серебре (31 июля 1918)
- Почётный крест Первой мировой войны 1914/1918 с мечами (31 декабря 1934)
- Медаль «За выслугу лет в вермахте» 1-го класса (2 октября 1936)
- Пряжка к Железному кресту 2-го класса (27 октября 1939)
- Пряжка к Железному кресту 1-го класса (17 июня 1940)
- Нагрудный штурмовой пехотный знак
- Медаль «За зимнюю кампанию на Востоке 1941/42» (19 августа 1942)
- Немецкий крест в золоте (2 июля 1944)
- Рыцарский крест Железного креста с дубовыми листьями
  - рыцарский крест (23 января 1942)
  - дубовые листья (1 февраля 1945)
- Упоминание в Вермахтберихт (22 января 1945)